# Osmets
Osmets é uma comuna francesa na região administrativa de Occitânia, no departamento dos Altos Pirenéus. Estende-se por uma área de 4,88 km². Em 2010 a comuna tinha 94 habitantes (densidade: 19,3 hab./km²).